# ديف جونسون
ديف جونسون هو سباح كندي، ((و. 1951  م))